# Packington (Quebec)
Packington es un municipio parroquial canadiense situado en la provincia de Quebec.

## Superficie
Packington tiene una superficie de 118,75 km².

## Demografía
En 2021, tenía 578 habitantes, una densidad poblacional de 4,9 hab./km², y 419 viviendas.